# Масонский орден Либерии
Масонский орден Либерии — парамасонская организация, некогда основанная на принципах масонства Принса Холла.

## История
Ложа официально существовала в Либерии и была связана с правившей Партией истинных вигов. Великая ложа Либерии была основана в 1867 году. Партия истинных вигов находилась у власти до государственного переворота Сэмюэла Доу в 1980 году. Масонский храм до Первой гражданской войны в Либерии был главной архитектурной достопримечательностью Монровии.

## Основание
Масонский орден Либерии был сформирован на основе принципов масонства, которые были получены бывшими рабами от своих хозяев в США до их «возвращения» в Африку под эгидой «Американского общества колонизации». Ложи основывались под эгидой американского послушания Принс Холл.

## Расширение
Великая ложа Либерии была основана в 1867 году. К 1970 в неё входило 17 подчинённых лож, а большинство высокопоставленных должностных лиц Либерии были масонами.

## Политическая составляющая
Вопросы государственного строительства и развития обсуждались на собраниях. Быть масоном Великой ложи Либерии означало быть политически активным, прилагать максимальные усилия для укрепления политического лидерства Истинной партии вигов. Масоны Либерии подвергались критике за активную политическую деятельность в масонстве, а также критиковались за отчуждение коренных либерийцев из своих рядов.

## Запрещение и восстановление
После того, как сержант Сэмюэл Доу (один из масонов масонского ордена Либерии) взял на себя руководство в государственном перевороте в 1980 году, политическая монополия, ранее удерживавшаяся американо-либерийцами и масонским орденом, была уничтожена, и влияние масонского ордена в Либерии было значительно уменьшено. Бывший президент Либерии, Уильям Ричард Толберт-младший был также великим мастером ордена. Масонство было запрещено Доу в 1980 году.
В 1987 году прошла специальная встреча под эгидой масонов Принса Холла, которая прошла в Новом Орлеане. Встреча организовывалась ещё и для того, чтобы избрать нового великого мастера. За этой встречей последовала встреча в Монровии в 1988 году.

## Гражданская война
Во время Первой гражданской войны в Либерии масонский храм в Монровии был ареной многих сражений. Его руины впоследствии стали домом для 8000 поселенцев. Масонам удалось их выселить только к 2005 году, после чего появились планы по восстановлению здания.

## Ситуация на 2015 год

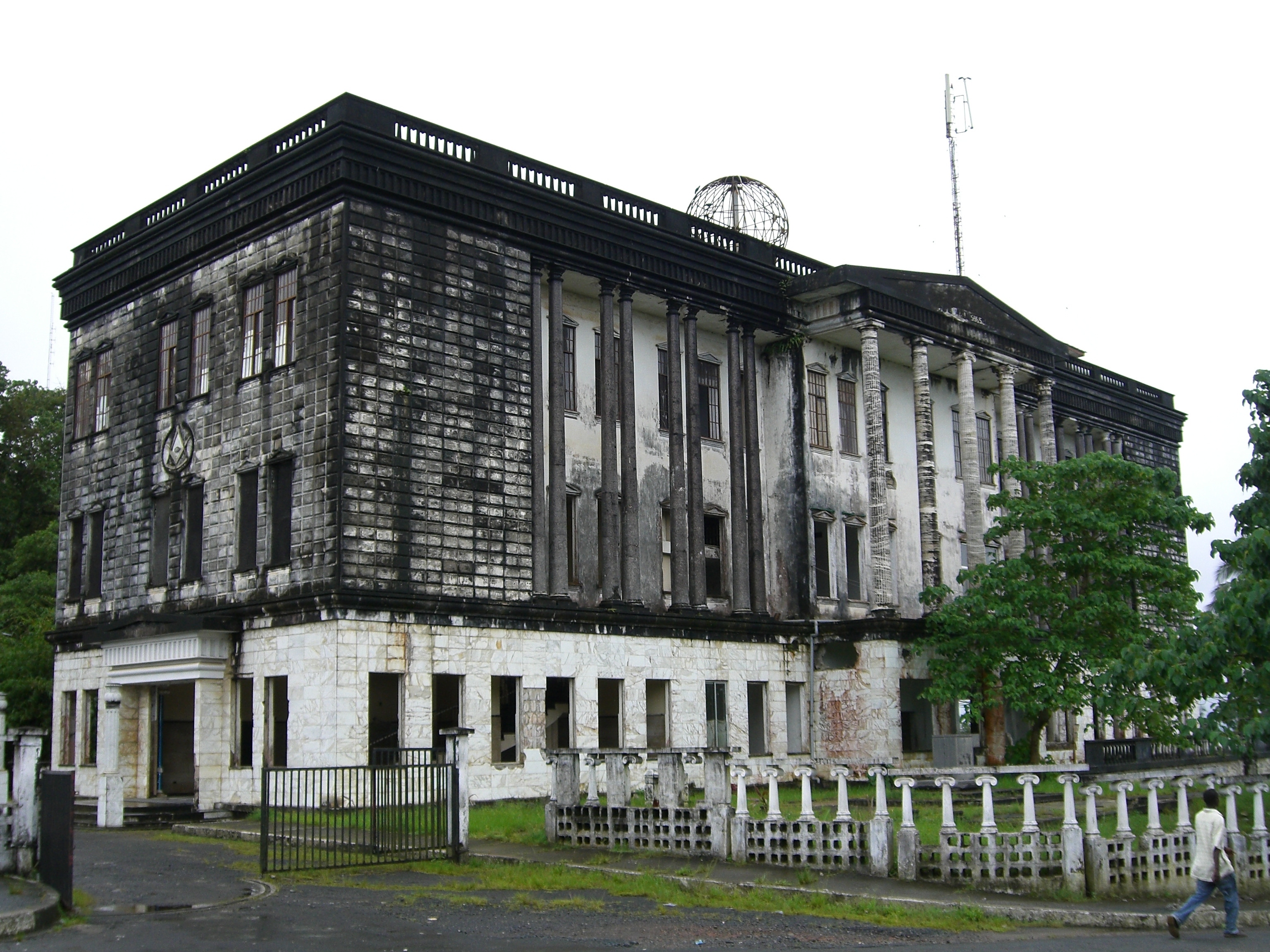
Здание ордена в 2006 году, после окончания гражданской войны

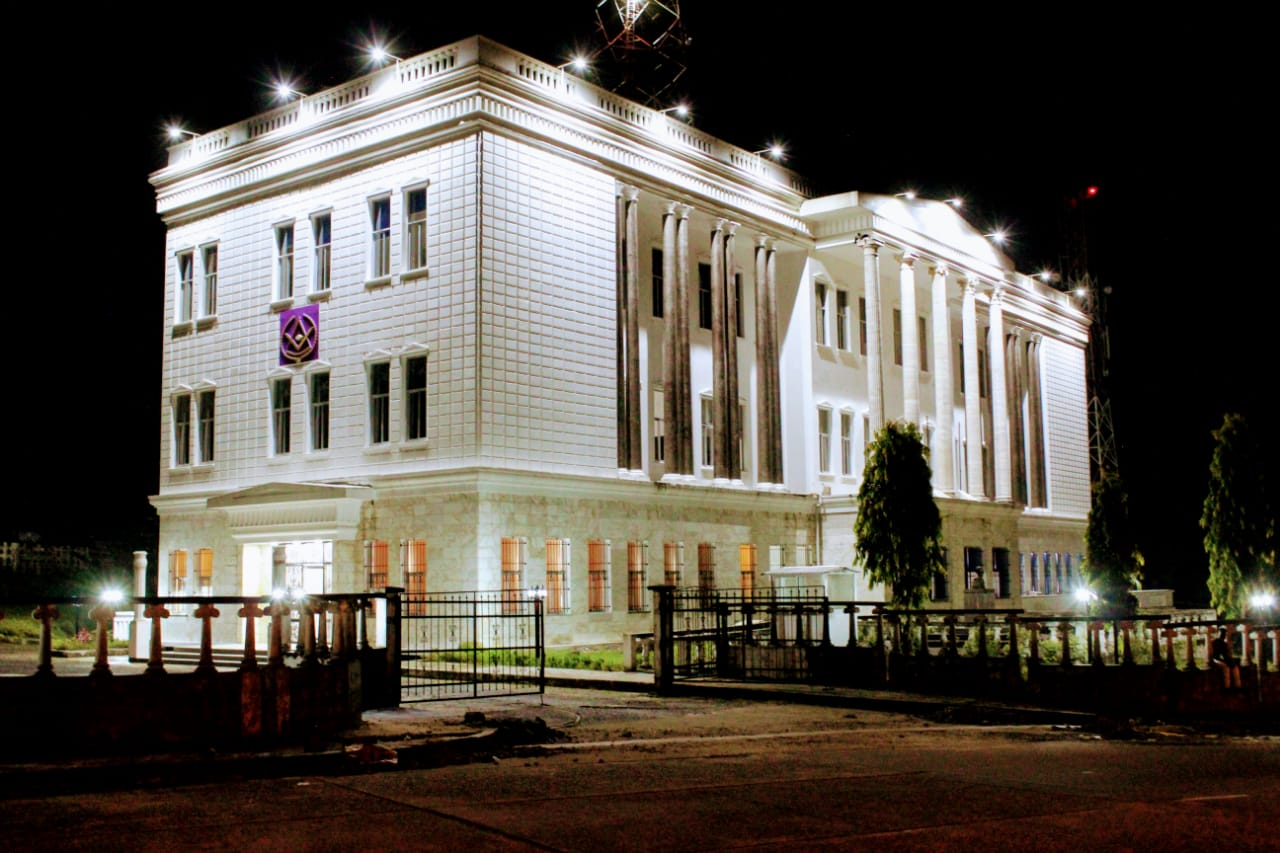
Здание ордена после реставрации в 2018 году

По сообщениям от руководства Великой ложи Либерии, в неё входят 19 подчинённых лож с общей численностью 1750 масонов. Член Великой ложи Либерии, Бенони Юри, который считается самым богатым человеком в Либерии и возможным кандидатом на пост президента Либерии, заявил, что он хочет видеть масонский орден Либерии вернувшимся на видное место в либерийской политике.